# William Cranch Bond
William Cranch Bond [víljem krênč bónd], ameriški urar in astronom, * 9. september 1789, Falmouth (sedaj Portland), Maine, ZDA, † 29. januar 1859, Cambridge, Massachusetts, ZDA.

## Življenje in delo
Bond je izhajal iz revne družine, zato je bil deležen le skromne izobrazbe in je delal v urarski delavnici. Njegov oče William Bond se je po neuspešnem poslovnem tveganju začel ukvarjati z urarstvom. Bond je svojo prvo uro izdelal pri svojih petnajstih. Sčasoma je prevzel očetov urarski posel in tudi sam postal dober urar.
Leta 1806 je opazoval popolni Sončev mrk in od takrat naprej ga je zanimala le še astronomija. Bil je samouk. Štiri leta kasneje je Univerza Harvard hotela zgraditi svoj observatorij. Na njihovo željo je Bond leta 1815 odšel v Anglijo, da bi si observatorije ogledal, in ob vrnitvi predložil svoje poročilo. Medtem si je poleg hiše zgradil svoj zasebni observatorij, ki je bil za današnje razmere dokaj skromen, a vendar najboljši, kar jih je bilo takrat v Ameriki.
18. julija 1819 se je Bond v Kingsbridgeu v Devonu poročil s svojo prvo sestrično Selino Cranch, ki mu je rodila štiri sinove in dve hčeri.
Bond je postal prvorazredni opazovalec. Leta 1825 se mu je rodil sin George, ki je že v zgodnji mladosti sodeloval z očetom. Po Selinini smrti leta 1831 se je Bond poročil z njeno starejšo sestro Mary Roope Cranch.
Z Harvarda so ga leta 1839 povabili, naj preseli svoj observatorij na univerzo. Univerza je priznala njegovo delo. Otvoritev je bila leta 1844. Leto prej je svetli komet pritegnil pozornost javnosti, tako da je observatorij z denarno pomočjo 25.730 $ začenjal postajati prvovrstna ustanova. Bond je oblikoval zgradbo in opazovalni del. Oba sta še vedno delujoča. Observatorij so opremili s prvim večjim ameriškim daljnogledom, 380 mm refraktorjem, zgrajenim v Nemčiji, in Bond je postal njegov prvi predstojnik. Daljnogled je bil tedaj največji na svetu, prvič pa je začel delovati 24. junija 1847, ko so ga usmerili v Luno. Velikodušno so mu dovolili, da je opravljal svoje delo brez plačila, kar je tudi storil. Kmalu so se začela vrstiti odkritja. Leta 1848 sta Bonda neodvisno od Lassella odkrila Saturnov 7. (8.) satelit Hiperion.
V letu 1850 sta neodvisno od Dawesa in Galleja odkrila Saturnov temnejši šibek polprosojni (tenčični, semitransparenten) tretji obroč (kolobar) C, ki leži bliže kot oba glavna obroča A in B. Tudi Lassell ga je neodvisno od njiju in Daviesa odkril le nekaj dni pozneje. Da ima Saturn več obročev je kasneje pojasnil Kirkwood. Skozi ta obroč se vidijo zvezde, kar kaže, da ni iz trdne snovi. Maxwell je na podlagi teoretičnih razmišljanj predlagal, da velja to tudi za druga dva tedaj poznana obroča A in B. Bonda sta se začela ukvarjati z astrofotografijo. Istega leta v noči od 16. na 17. julij sta Bond in Whipple prva naredila dagerotipijo Vege v Liri. Vsega skupaj so Bonda in Whipple posneli med 200 do 300 fotografij nebesnih teles.
Leta 1851 sta Bonda posnela odlične slike Lune. Slike Lune so bile velika senzacija na Veliki razstavi v Londonu.
Skupaj s F. Whipleyem sta leta 1857 posnela prvi dvojni zvezdi Mizar v Velikem medvedu. Ko je William umrl, ga je kot predstojnika Observatorija Kolidža Harvard (Harvard College Observatory, HCO) nasledil George in tam med drugim odkril 11 kometov.

## Priznanja

### Poimenovanja
Po njem in sinu Georgeu se imenuje asteroid glavnega pasu 767 Bondia, ki ga je odkril Metcalf leta 1913. Po njem se imenuje tudi udarni krater W. Bond na Luni.